# Giancarlo Zagni
Giancarlo Zagni (Bologna, 4 novembre 1926 – Roma, 21 marzo 2013) è stato un regista e sceneggiatore italiano.

## Biografia
Debutta come regista alla Soffitta e al teatro Comunale di Bologna nel 1949/50 con I Passeggeri di Antonio Greppi.
Dal 1951 è in teatro come assistente regista di Luchino Visconti per Morte di un commesso viaggiatore di Arthur Miller, La locandiera di Carlo Goldoni, Tre sorelle di Anton Čechov, Medea di Euripide, Il Seduttore di Diego Fabbri. Sempre con Luchino Visconti, è assistente alla regia anche per il film Senso.
Nel 1954 interrompe la collaborazione con Visconti, lascia l'Italia e nel 1955 a New York viene ammesso all'Actors Studio di Lee Strasberg.
Nel 1956 si trasferisce in Messico dove lavora insieme a Carlos Fuentes e realizza alcune regie teatrali per Jana Kleinburg, poi con Gonzales Casanova è fondatore e docente per tre anni della Facoltà di Cinema all'Università Nazionale Autonoma di Mexico.
Nel 1956 fa debuttare Alida Valli in teatro con Tino Buazzelli e Raul Grassilli in Rosmersholm di Henrik Ibsen, Gli innocenti di W.Archibald da Henry James, L'uomo, la bestia e la virtù di Luigi Pirandello.
Nel 1961 ritorna in Italia, adatta l'omonimo romanzo di Elio Bartolini per dirigere il film La bellezza di Ippolita con Gina Lollobrigida ed Enrico Maria Salerno, film che rappresenta l'Italia al Festival di Berlino.
Nel 1966 vince la targa "Leone di San Marco" al Festival di Venezia con il film Testa di rapa con Folco Lulli e Gigliola Cinquetti per la sua regia.
Collabora con Giancarlo Menotti, Giorgio Strehler, Terence Young e nel 1980 organizza e produce per l'Unicef Ten to Survive, un film tv a disegni animati sulla carta dei diritti del minore, che vince il Premio Oscar.
Poi il suo ritiro dalla regia cinematografica ma non dal cinema: negli anni successivi Zagni inizia una nuova carriera come produttore e distributore, come dirigente dell'Italnoleggio. 
Infine si è dedicato a un'intensa attività con associazione e alla realizzazione di spettacoli teatrali in piazza, cui vanno annoverati anche testi originali e traduzioni da Euripide, Plauto, Shakespeare.

## Filmografia

### Aiuto regia
- Senso, regia di Luchino Visconti (1954)
- L'avventuriero, regia di Terence Young (1967)

### Sceneggiatura e regia
- La bellezza di Ippolita (1962)
- A la salida - cortometraggio (1963)
- La cornacchia, episodio del film Umorismo in nero (1965)
- Testa di rapa (1966)

### Solo regia
- Candy e il suo pazzo mondo, co-regia con Richard Marquand (1968)

- Ten to survive, co-regia con Arnoldo Farina - film TV (1979)

### Solo sceneggiatura
- Execution, regia di Domenico Paolella (1968)

### Attore
- Festival, regia di Pupi Avati (1996)